# Secuencia litúrgica
La secuencia es el himno poético litúrgico de la misa en el rito romano, que se recita o canta en las solemnidades, entre el Gradual y el Evangelio, sustituyendo al himno del breviario. Se conservan cuatro: la de Pascua, Victimae paschali laudes; la de Pentecostés, Veni, Sancte Spiritus; la de Corpus Christi, Lauda Sion Salvatorem, compuesta por santo Tomás de Aquino y la de la Misa de Difuntos, Dies irae.
La Real Academia Española, en el Diccionario enciclopédico ilustrado de D. José Alemany y Bolufer, y el Diccionario enciclopédico de la lengua española, de Nemesio Fernández Cuesta, de 1867, definen secuencia (latín sequentia, plural: sequentiae) como prosa o verso que se dice en ciertas misas después del gradual.
Según Amalar (s. IX), las sequentia eran melismas que se añadían al final del Aleluya.[cita requerida]
La palabra sequentia aparece mencionada por Notker Balbulus de la Abadía de S. Gall (Suiza), que publicó una colección de secuencias en su Liber hymnorum (s. IX).
Las secuencias más antiguas estaban escritas en prosa rítmica, por lo que también se llamaron prosa (latín prosae).
Notker añadió texto en prosa rítmica a los melismas para cantarlos como tropos. El nombre sequentia se aplicó tanto a estos textos como a los himnos con ritmo y métrica acentual.[cita requerida]
En la Edad Media, se conocía como sequentia y melodiae-sequentia; originalmente, esta palabra identificaba la segunda parte de la Oratoria: Sequentia (secuencia, continuación), una de las materias del Trivium.[cita requerida]
En la Misa de la Edad Media se acostumbraba prolongar la última sílaba del Aleluya. Este melisma se llamó sequentia debido a que se cantaba después del Aleluya, prolongándole.
Cuando se utilizaba en el Gloria, Sanctus o Agnus Dei del Ordinario de la Misa, también se le llamó jubilus, jubilatio o laudes, debido a su tono jubiloso.[cita requerida]
En la liturgia romana de la Iglesia católica, la Secuencia como texto e himno se incorpora en el Aleluya gregoriano que se canta en determinadas fiestas.[cita requerida]
Respecto al uso de la secuencia en la Edad Media, algunos autores, como Hoppin, sostienen que era un melisma añadido al final del Aleluya, y que las palabras secuencia o sequentiae se aplicaban:
1) Inicialmente a melismas, sin texto, añadidos en la a final del Aleluya de la misa del rito romano antiguo.
2) Poco después, a melismas con texto en prosa añadido.
3) Más adelante, incluso a los que contenían texto rimado.
cuando el melisma se añadía en la e de Aleluya del oficio divino, o en otros cantos litúrgicos, se conocían como:

1) Tropo melismático.
2) Tropo prosa o (prosae).
3) Versus cuando contenía texto rimado.
El término prosa se utilizó para identificar las secuencias en su etapa más evolucionada; ejemplo de ello lo tenemos en:

... Quiero fer una prosa en roman paladino.
(Gonz. Berceo)
En los códices medievales, secuencia suele aparecer abreviada como se, seq y Sce a la que sigue el nombre de la secuencia.

## Características
Surgieron en el (s. IX) en los monasterios de Saint Gall (Suiza) y San Marcial de Limoges (Francia), a partir del estilo coral gregoriano.
En sus inicios:
- Solo contenían música.
- No respetaban las reglas de la Estética: rompían la relación entre la acentuación melódica y la silábica y su tonalidad era muy variable.
- Su estructura es similar a la de los himnos.
- Eran de estilo silábico.
- Cada frase, cuando existía, se repite dos veces; el texto era independiente de la melodía en todos los casos.

Al evolucionar:
- Alcanzó una estructura formal y normalizada llegando a formar unidades melódicas independientes al estilo de himnos repetitivos, melismas con frecuencia de gran extensión, que podían separarse del texto original y utilizarse en cantos diferentes.

Notker Balbulus de la Abadía de Saint Gall (Suiza), en su Sequentia se quejaba del arduo esfuerzo necesario para memorizar las longisimas melodías formadas por melismas sin ningún texto.
- Su flexibilidad con el texto que podía incluirse, es la clave del éxito de las secuencias y la razón por la que se generalizaron durante la Edad Media.

Ejemplos de secuencias

Secuencias muy conocidas entre otras son:
- Media vita in morte sumus en texto en prosa.
- Dies Irae de Tommaso de Celano, cantada el día de los Difuntos, 2 de noviembre, y en las misas de funerales. Actualmente es usada solo en la Misa tridentina.
- Pange lingua de S. Tomas de Aquino.
- Ave maris stella, himno anónimo medieval.
- Stabat Mater de Jacopone da Todi añadida en 1727, cantada en día de Nuestra Sra. de los Dolores, 15 de septiembre.
- Victimae paschali laudes, cantada en Pascua.
- Veni, Sancte Spiritus, cantada en Pentecostés, 50 días después de Pascua.
- Lauda Sion Salvatorem, cantada 60 días antes de Pascua.
- Laude Deo.

Ejemplos típicos de esta forma musical son las secuencias Lauda Sion y Victimae Paschali Laudes.
|                                                                         | Secuencia : Victimae Paschali Laudes , cantada en Pascua de Resurrección. de Wipo de Burgundia (s. XI ). |
| ¿Problemas al reproducir este archivo?                                  | |
| Secuencia: Victimae Paschali Laudes, cantada en Pascua de Resurrección. | |
|                                                                         | |
| de Wipo de Burgundia (s. XI).                                           | |

| Secuencia: Victimae Paschali Laudes, cantada en Pascua de Resurrección. |
|                                                                         |
| de Wipo de Burgundia (s. XI).                                           |

## La secuencia como forma musical
- Las secuencias se distinguen por utilizar una estructura formada por grupos de dos estrofas.
- Musicalmente, las secuencias se desarrollan a lo largo de la Edad Media.
- En sus forma inicial, secuencias como las de Notker Balbulus solo eran líneas de texto sin rima, que habitualmente aparecían al comienzo o final de la secuencia, pudiendo aparecer también en el centro.
- Las secuencias del periodo medio, a partir del siglo XI, tales como la secuencia Victimae paschali laudes, de la Misa de Pascua de Resurrección, incluyen rima, aunque pueden contener frases no rimadas.
- Secuencias posteriores como Veni Sancte Spiritus de Pentecostés, escritas a partir del siglo XII, muestran un incremento de la regularidad en su estructura y rima.
- Las secuencias medievales son en general melodías modales.
- Los dos versos de cada grupo se cantan con la misma línea musical, usualmente acaban en una tonalidad estabilizada. Se escribieron gran cantidad de secuencias de longitud y melodías diferentes.
- Aunque las secuencias son vocales y monofónicas, ciertas secuencias de texto sugieren una posible armonización vocal en órganum e incluso con acompañamiento instrumental.

## Interpretación de las secuencias
Las secuencias era una forma musical más brillante y sonora que las formas monofónicas de las que se derivaban; su melodía y texto se interpretaban simultáneamente.
Salvo escasas excepciones, no se dispone de información sobre su interpretación vocal y con instrumentos musicales durante la Edad Media, la única disponible son las miniaturas y algunas descripciones de los códices y manuscritos de la época.

### Uso de instrumentos musicales
- En la secuencia Epiphaniam se solicitaba a la asamblea que se una a "... la melodía del órgano..." para alabar al Señor.
- Resonet fistula (Suene la flauta), es una mención expresa a este instrumento.
- Historia del mundo de Rudolf von Ems, un tropario de 1340, muestra al Rey David y varios ministriles tañendo diversos instrumentos.
- Aunque posteriormente la iglesia solo aceptó el órgano como instrumento oficial, la iconografía de las catedrales europeas del periodo gótico, Ángeles, Reyes y Ancianos músicos, muestran la diversidad de instrumentos musicales usados para interpretar la música en el entorno religioso durante ese periodo.

Ver: Instrumentos musicales por periodo.
Ver: Instrumentos musicales medievales.

### Interpretación vocal
En la Edad Media, la interpretación era casi exclusivamente coral. En ese período el coro se ubicó en la parte delantera de la Nave Central de las Iglesias, donde se sentaban los clérigos y algunos cristianos viejos, en dos filas una frente a otra; posteriormente, en el Renacimiento se añadió una celosía que los separaba de las cristianos nuevos, los mozárabes.
Algunos autores, en el prólogo del Antifonario de León, ya se quejaban de que el coro no estaba organizado como antiguamente:

...
se cantaba por coros,
El coro del Altar,
otro en los ambones,
y otro en la nave del templo...

En el himno a San Esteban de Analecta hymnic, códice del monasterio de San Marcial de Limoges, se puede leer:

...
Praecetorum
Succentorumque...
Concentorumque pia
Personet laude
...
Aproximadamente:
... Praecetores, cantores posteriores y el coro, entonen alabanzas...
indican como estaban organizadas las funciones del coro en el periodo gótico. El Praecentor, Primicerius o Prior de la Schola cantorum, entonaba el canto, siguiéndole en orden jerárquico el Succentor, o Secunderius, el segundo, etc.
Ejemplo
La secuencia Epiphania

## La secuencia en la liturgia
Inicialmente, en la liturgia romana antigua, las secuencias se cantaban a continuación del Aleluya, en el rito hispánico se intercalaban en el Aleluya; desde la tercera edición de la Misa romana, cuando se cantan se incorporan antes del Aleluya.
Las secuencias fueron eliminadas de la liturgia romana por el Concilio de Trento (1563), quedando únicamente en uso:
- Victimae paschali laudes, cantada en Pascua.
- Veni, Sancte Spiritus, cantada en Pentecostés, 50 días después de Pascua.
- Lauda Sion Salvatorem, cantada 60 días después de Pascua.
- Dies irae, cantada el día de los Difuntos, 2 de noviembre, y en las misas de funerales.
- Stabat Mater, añadida en 1727, se canta el día de Nuestra Sra. de los Dolores, 15 de septiembre.

Las secuencias son piezas muy largas, y actualmente se interpretan completas solo en contadas ocasiones.
Las secuencias solo son obligatorias en Pascua y Pentecostés, pudiendo omitirse en otros casos.

## La secuencia en el entorno profano
En el entorno profano, fiestas, bodas, banquetes, actos sociales, etc. de los poderosos y en las danzas y fiestas fúnebres de las clases más populares, también era necesaria la melodía; en la Edad Media se usaban secuencias en forma de himno repetitivo, una especie de estribillo que acompañaba cada párrafo del texto en las canciones de danza, gesta y narraciones rimadas.
Ejemplos
- Puella turbata (Niña turbada).
- Carmina Burana de verso satírico.
- Planctus Cigni (El lamento del cisne).

## Tipos de secuencias

### Secuencia primitiva
Aparece en el siglo IX atribuyéndose a la Abadía de San Marcial de Limoges (Francia).
Consiste en estrofas musicales, habitualmente largas melodías melismáticas, sin apenas texto. Notker las llamaba longissimas melodías, quejándose de lo arduo que resultaba memorizarlas.
Características
- Texto en prosa, algunos de carácter profano.
- Su estructura del tipo a bb... ee f, es irregular y el paralelismo entre texto y melodía no se respetaba o es parcial.
- Se cantaban después del Aleluya.

Ejemplos
- Laudes Deo concinat orbis (Que el mundo cante alabanzas al Señor), de Notker Balbulus (Notker el Tartamudo) (s. IX) en su Liber Ymnorum.
- Puella turbata (Niña turbada) de estilo profano.

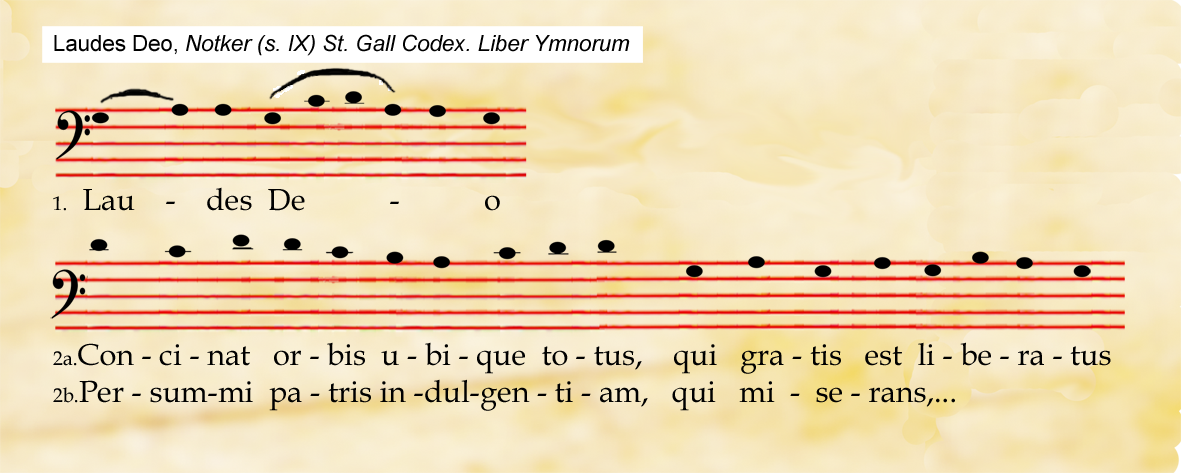
Secuencia primitiva: Laudes Deo concinat. Notker Balbulus, Liber Ymnorum, Codex St. Gall. Notación moderna.

### Secuencias de texto parcial
Su origen se asocia con la Abadía de San Marcial de Limoges (Francia) durante el siglo IX.
Consisten en frases literarias rimadas que se repiten dos veces, versos dobles, intercaladas en la secuencia.
Características
- Algunos especialistas las consideran como los primeros intentos de insertar texto en las secuencias primitivas.
- Su estructura es del tipo a b c d ee... o a bb' cc'... kk' z.
- Se cantan después del Aleluya.

Ejemplos
- Adorabo maior una secuencia del Aleluya: Adorabo ad templum.
- Psallat ecclesia de Notken, del Aleluya:Laetatus sum

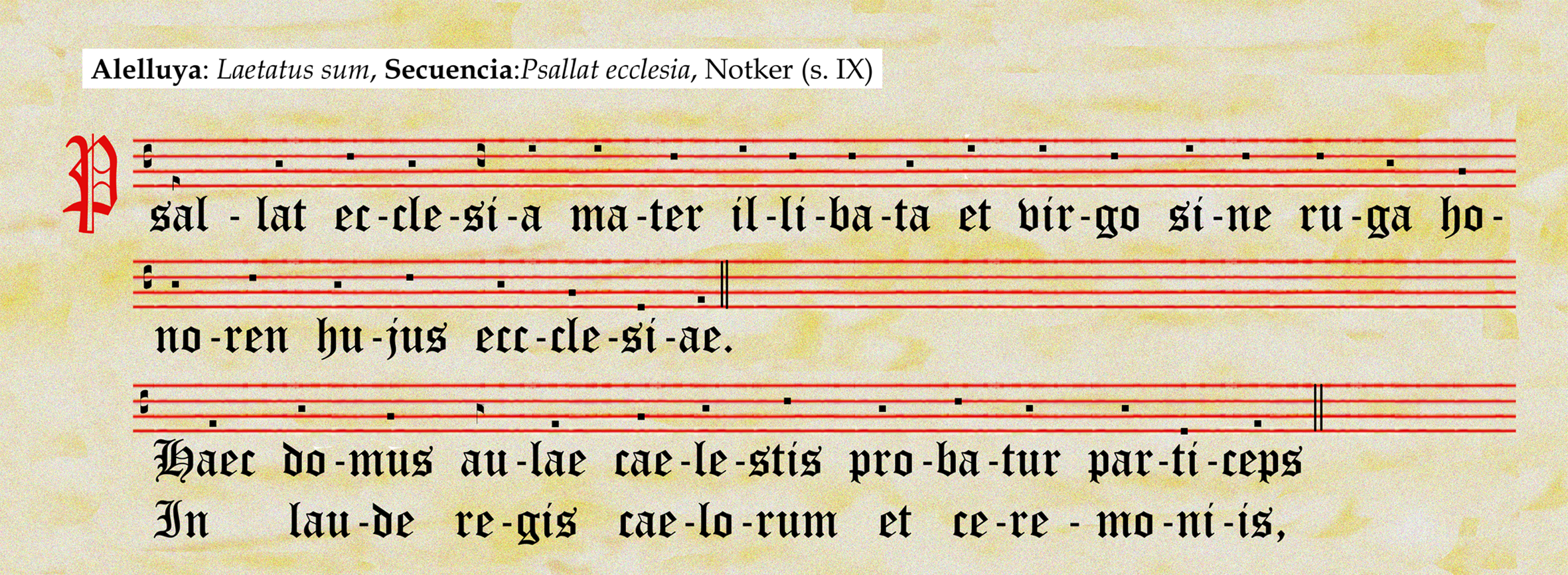
Secuencia: Psallat ecclesia (Que cante la iglesia) ; Liturgia de la Dedicación de una Iglesia, del Aleluya: Lactatus sum; Notker Balbulus, Codex sangaliensis de la Abadía de St. Gall. Copia moderna.

### Secuencia doble
La secuencia doble (en latín sequentia de doble cursus), es un tipo de secuencia en la que las frases internas se repiten cuatro veces, en lugar de las dos habituales.
Aparece en el siglo IX, atribuyéndose a la Abadía de San Marcial de Limoges (Francia).
Características
- Las frases musicales forman unidades melódicas independientes que se utilizan con diversos textos.
- Su notación es incompleta.
- Su estructura, aa b cccc... f, respeta el paralelismo de texto y melodía.
- Algunas veces contienen texto rimado de métrica irregular.
- No se cantan unidas al Aleluya.
- En algunos casos su texto es profano.

Ejemplos
- Rex caeli (Rey de los cielos), en su versión original anterior a la polifonía, ilustra perfectamente este tipo de secuencias que enlazan con la polifonía.
- Los trabajos de Hercules de Peter de Blois, de texto profano.
- Carmina Burana, un conjunto de secuencias satíricas en verso.

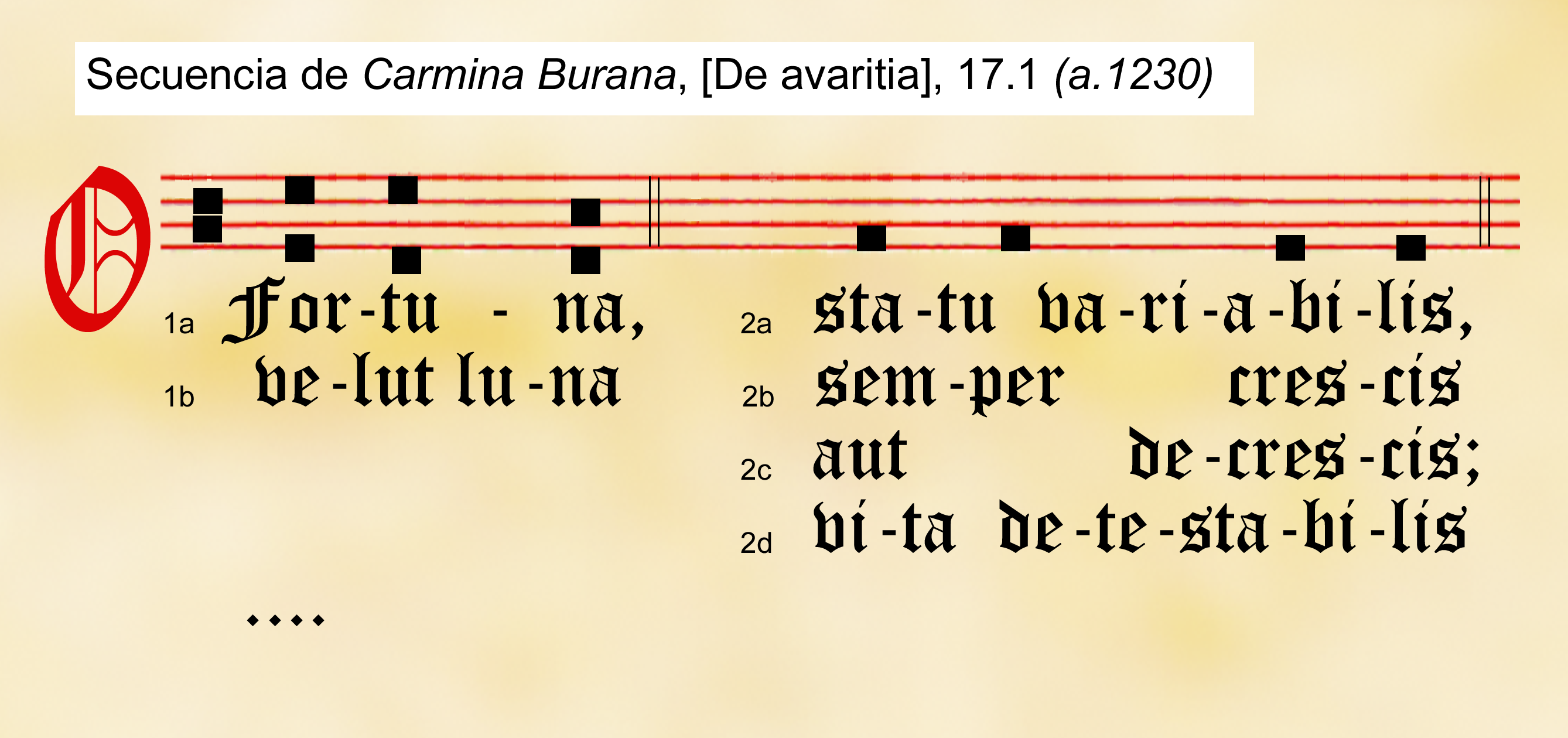
Secuencia doble: Carmina Burana. (a. 1230), Códice del monasterio Benediktbeuern (Baviera), bibliotheca Monacensis, clm 4660/4660a).
Notación cuadrática aproximada, copia moderna.

### Secuencias de transición
Son secuencias que incorporan verso de rima regular. Aparecieron en el siglo XI.
Características
- Paulatinamente, durante el siglo XII van incorporando texto rimado.
- Su estructura, aa bb.. ee, rima y longitud de texto, se normaliza y regulariza a lo largo del siglo XII, formando unidades musicales estándar fácilmente reutilizables.
- Debido a su estandarización, sus elementos eran fácilmente reutilizables; la melodía se podía utilizar para diferentes textos y el texto se podía entonar con diferentes melodías.

Su adaptabilidad a las diversas necesidades constituyó el gran éxito de las secuencias que continuaron usándose durante toda la Edad Media y comienzos del Renacimiento.
- En algunos casos se interpretan con voces paralelas al estilo de la polifonía.

Ejemplos
- Víctima paschali laude (Alabanza a la víctima pascual) de Wipo de Burgundia (s. XI), secuencia de transición de prosa a verso.
- Cantemos organa pulcra satis atque decora (Cantemos organa bellos y decorados), conocido ejemplo de interpretación con voces paralelas de estilo de la polifonía primitiva.

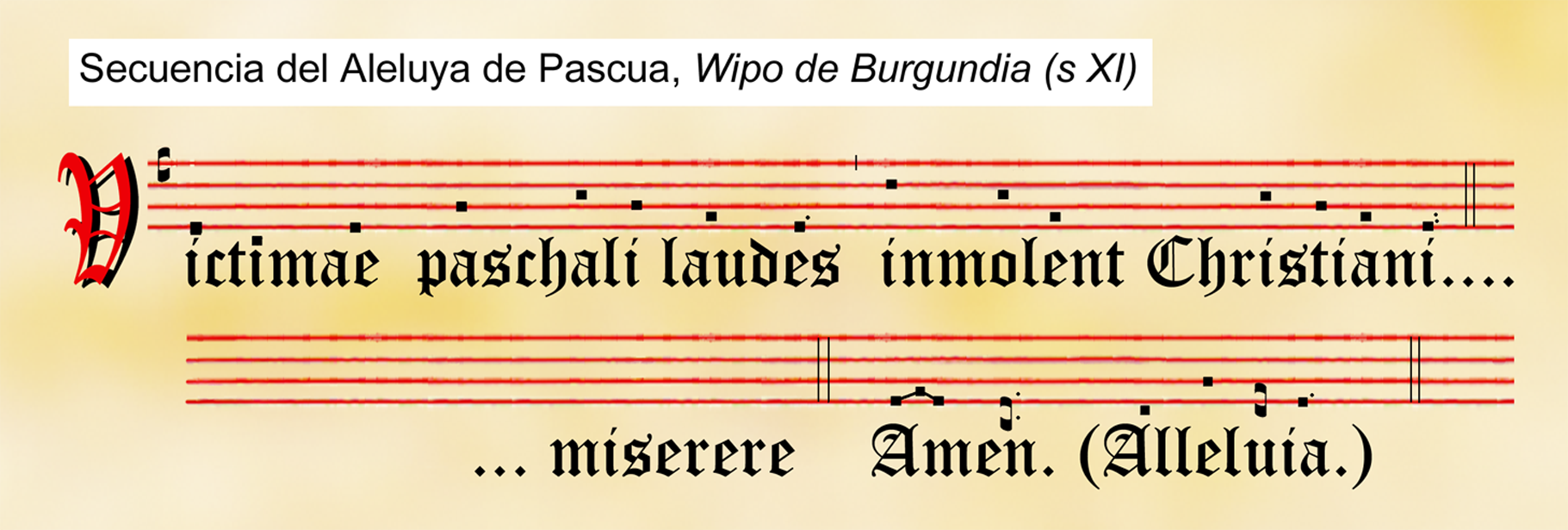
Secuencia:Víctima paschali laudes del Aleluya de Pascua de Resurrección, autor Wipo de Burgundia (s XI); Copia moderna.

## Historia
La secuencia, nace alrededor del año 850 cuando se añade texto al melisma final del Aleluya, su origen se remonta a himnos cristianos tales como el Vexilla Regis de Venantius Fortunatus (s VI). Venantius cambió la métrica clásica basada en grupos de sílabas, métrica silábica, por una acentual que podía cantarse más fácilmente. En el s. IX Hrabanus Naurus creó himnos como Veni Creator Spiritus.
La primera noticia conocida sobre esta forma musical procede de Notker Balbulus de la Abadía de Saint Gall (Suiza), que en su Sequentia (s. IX) se quejaba del arduo esfuerzo necesario para memorizar y recordar las longisimas melodías formadas por melismas sin ningún texto.

En la Abadía, huyendo de las invasiones normandas, se refugío un monje que conservaba un antifonario en el que debajo de cada nota había añadido las primeras sílabas de un texto latino como ayuda para recordar las melodías; esto llamó inmediatamente la atención de Notker que adoptó y difundió el método.

Al evolucionar, esta técnica se hizo muy popular extendiéndose por todos los monasterios, permaneciendo vigente a lo largo de toda la Edad Media.
Inicialmente, se incorporaban melismas de origen griego y romano y salmos judíos en los textos del Aleluya de las liturgias romana antigua y gregoriana; posteriormente también se añadió texto literario en prosa y verso en latín, que ayudados por la expansión de esta lengua, renovaban, embellecían y allanaban la adaptación de la liturgia a las costumbre de ese tiempo, facilitando el objetivo de la iglesia romana de convertirse en la religión preponderante, una vez asegurado el poder político al aliarse con Carlomagno.
En esta época, (s. IX), la secuencia no disponía de una estructura formal y normalizada.

Las secuencias de tipo melisma evolucionaron simultáneamente con los tropos, a lo largo de los siglos XI y XII, utilizándose indistintamente las secuencias primitivas y formas en rima con ritmo y métrica regular, que se desarrollan independientemente del Aleluya.
La secuencia de texto parcial es la primera aparición de un texto en rima y se la considera el origen de todas las formas poéticas modernas.
En el siglo XII se produce en Francia una nueva corriente teológica, la Escolástica, y la música trata de reducir los dos versos dobles a un conjunto de estrofas rimadas.
El número creciente de Santos, reliquias y el incremento de los cantos de las Horas: Prima, Completa, etc., potenciaron la creación de nuevos Oficios y sus melodías que en muchos casos eran una misma unidad melódica a la que se adaptaba el texto específico de la celebración.

También se ponía en verso la biografía de los Santos y los cantos de los servicios divinos de las antífonas y responsorios.
Esta forma musical adquirío una gran popularidad a finales de la Edad Media; se conocen unas 4000 diferentes.

Las secuencias han tenido un papel relevante en la historia musical y literaria, estimulando y encauzando la creatividad de la lírica latina en el entorno religioso (liturgia) y profano (trovadores, cantares de gesta, etc.)
Las continuas ampliaciones y sustituciones tanto del texto como de la melodía de los cantos de la Misa, llevó a la iglesia romana a considerar que los tropos y las secuencias desvirtuaban el concepto original del canto llano y su uso en la liturgia, facilidad de lectura y claridad de contenido, por lo que impulsó una vuelta a su pureza, que fue llevada a cabo por los monjes de Solesmes, que culminó con la llamada reforma palestriniana ratificada en el Concilio de Trento (1563) que restringió su uso en la liturgia romana eliminando la mayor parte de ellas, volviendo a las melodías corales gregorianas originales.
En el Misal de Pío V (1570) el gran número de secuencias de la Liturgia Romana fue reducido a: 
- Dies irae, de Tommaso de Celano (s. XIII),, cantada en la Misa de Difuntos. En 1970, fue transferida para la Liturgia de las Horas para ser cantada ad libitum en la semana 34 del Tiempo Ordinario (última semana del año litúrgico) antes del inicio del Adviento, dividida en tres partes: Oficio de Lecturas, Laudes y Vísperas.
- Victimae paschali laudes de Wipo de Burgundia (s. XI),, cantada en Pascua de Resurrección.
- Veni Sancte Spiritu, (s. XII), cantada en las misas de la Ascensión y del Espíritu Santo.
- Lauda Sion Salvatorem (1264) de Sto. Tomas de Aquino para el Corpus Christi.

En 1727 se añadió Stabat Mater de Jacopone de Todi (s. XIII), para Nuestra Señora, finalmente fue declarada obligatoria la Editio Vaticana de 1905.

En 1970, Dies Irae fue transferida a la Liturgia de Horas para ser cantada ad libitum en la semana de Adviento.
El antecesor de la secuencia fueron los cantos romanos cristianos, siendo sustituida por la polifonía en particular por el motete, aunque se continúa escribiendo algunas secuencias en latín, una de las más conocidas es el villancico de Navidad Adeste Fideles (Venid fieles).
| Adeste fideles | Venid fieles |
| --- | --- |
| Adeste fideles, laeti triunfantes, venite, venite in Bethlehem. Natum videte Regem angelorum, venite adoremus, venite adoremus, Dominum. En grege relicto humiles ad cunas vocati pastores aproperant. Et nos ovanti gradu festinemus. Venite adoremus... Aeterni Parentis splendorem aeternum velatum sub carne videbimus, Deum infantem pannis involutum, Venite adoremus... Pro nobis egenum et foeno cubantem piis foveamus amplexibus; sic nos amantem quis nos redamaret? Venite adoremus... | Venid fieles, gozosos, triunfantes, venid, venid a Belén. Mirad, ya ha nacido el Rey de los ángeles, venid y adorémos, venid y adorémos al Señor. Ved cómo, dejando sus rebaños, unos humildes pastores se acercan. Nosotros también celebremos gozosos su venida. Venid y adorémos al Señor. Al resplandor eterno del eterno Padre escondido bajo el velo de la carne veremos a un Dios niño en pañales envuelto. Venid y adorémos al Señor. Por nosotros se ha hecho pobre y descansa sobre pajas; démosle cariñosos abrazos ¿Al que así nos amó quién no le amará? Venid y adorémos al Señor. |

## Compositores
Algunos de los compositores más destacados de esta etapa son:
- Hucbaldo (s. IX) de Saint Amand (840, †930).
- Notker Balbulus (Notker el Tartamudo) (s. IX) de la Abadía de S. Gall (Suiza), que publicó una colección de secuencias, entre otras las conocidas Laudes Deo concinat orbi (Que el mundo cante alabanzas al Señor), recopiladas en el Liber Ymnorum (año 860 a 884), Códice sangalliensis 381 ; Psallat ecclesia (Que cante la iglesia) de su Sequentia y Liber Usualis Códice Coloniensis LU 261, 339v de la Abadía de S. Gall (Suiza).
- Wipo de Burgundia (s. XI), autor de Victimae paschali laudes.
- Adán de San Víctor (s. XII).
- Santo Tomás de Aquino (s. XII) autor del Lauda Sion Salvatorem (1264) y Pange lingua.
- Adam de la Halle (s. XIII) con su Juego de Robin y Marion de entorno profano.
- Jacopone da Todi (s. XIII), autor de Stabat Mater.
- Tomás de Celano (s. XIII), autor de Dies Irae.
- Peter de Blois, autor de Los trabajos de Hercules de texto profano.
- Pedro Abelardo, poeta.
- Gautier de Coincy.
- Martín Codax.
- Guillaume de Machaut.

## Composiciones
Existen más de 4000 secuencias, algunas de las más conocidas son:
- Ave maris stella, himno anónimo medieval.
- Adorabo maior.
- Adeste Fideles (Venid fieles), villancico de Navidad.
- Carmina Burana, un conjunto de secuencias profanas satíricas en verso.
- Cantemos organa pulcra satis atque decora (Cantemos organa bellos y decorados), conocido ejemplo de interpretación con voces paralelas de estilo de la polifonía primitiva.
- Dies Irae de Tomás de Celano (s. XIII), cantada el día de los Difuntos, 2 de noviembre, y en las misas de funerales.
- Epiphaniam.
- Lauda Sion Salvatorem (1264) de Santo Tomás de Aquino para el Corpus Christi, cantada 60 días después de Pascua.
- Laudes Deo concinat orbi (Que el mundo cante alabanzas al Señor), de Notker Balbulus (Notker el Tartamudo) (s. IX). en su Sequentia.
- Los trabajos de Hercules de Peter de Blois, de texto profano.
- Marie magdalene (s. XIII/XIV), del Códice de Saint Gall nº383,97
- Media vita in morte sumus en texto en prosa.
- Pange lingua de Santo Tomás de Aquino.
- Planctus Cigni (El lamento del cisne).
- Puella turbata (Niña turbada) de estilo profano.
- Psallat ecclesia (Que cante la iglesia) de Notken; Liturgia de la Dedicación de una Iglesia, del Aleluya: Lactatus sum; del Liber usualis códice LU y códice Coloniensis 261, 339v de la Abadía de S. Gall (Suiza); Analectia Hymnica Medidi Aevi, Ms. Pietro de Medicis (s XIII), Cod. Laurentian 29,1.
- Rex caeli (Rey de los cielos), en su versión original anterior a la polifonía.
- Resonet fistula (Suene la flauta).
- Stabat Mater de Jacopone da Todi (s. XIII), cantada en día de Nuestra Sra. de los Dolores, 15 de septiembre.
- Víctima paschali laude (Alabanza a la víctima pascual) de Wipo de Burgundia (s XI), secuencia de transición de prosa a verso, cantada en Pascua de Resurrección.
- Veni Sancte Spiritu (s. XII), cantada en las misas de la Ascensión, del Espíritu Santo y Pentecostés, 50 días antes de Pascua.